# Okajima Kiyonobu
Kiyonobu Okajima (sinh ngày 30 tháng 6 năm 1971) là một cầu thủ bóng đá người Nhật Bản.

## Sự nghiệp câu lạc bộ
Kiyonobu Okajima đã từng chơi cho Urawa Reds và Tokyo Gas.